# Spencer Hawes
Spencer Hawes (ur. 28 kwietnia 1988 w Seattle, w stanie Waszyngton) – amerykański koszykarz występujący na pozycji środkowego.
Hawes rozpoczynał karierę w szkole średniej Seattle Preparatory School. Razem z nią zdobył mistrzostwo stanu, i został wybrany MVP tej imprezy. W sezonie 2005/06 został wybrany do Associated Press All-American, McDonald’s All-American, Parade Magazine All-American oraz USA Today All-American. Wystąpił też w meczu wschodzących gwiazd - Nike Hoop Summit.
W 2007 Hawes został wybrany z 10 numerem draftu NBA do drużyny Sacramento Kings. Tam rozegrał 3 pierwsze sezony w NBA. 20 czerwca 2010 został wymieniony do Philadelphia 76ers razem z Andresem Nocionim za Samuela Dalemberta. W sezonie 2010/11 zagrał w 81 meczach, zdobywając średnio 7,2 punktu i 5,7 zbiórki na mecz. Rok później był skuteczniejszy. Rozgrywki 2011/12 zakończył ze zdobyczami 9,6 punktu i 7,3 zbiórki na mecz. Po sezonie podpisał nowy kontrakt z 76ers.
9 lipca 2014, jako wolny agent, podpisał kontrakt z Los Angeles Clippers.
W czerwcu 2015 roku w wyniku wymiany trafił do klubu Charlotte Hornets. 2 lutego 2017 został wymieniony do Milwaukee Bucks wraz ze Royem Hibbertem, w zamiana za Milesa Plumlee oraz zobowiązania gotówkowe. 1 września został zwolniony przez Bucks.

## Reprezentacja USA
Latem 2006 roku Spencer grał w Reprezentacji USA do lat 18. W finałowym meczu FIBA Americas zdobył 24 punkty i zaliczył 10 zbiórek.